# Jeremy Foo
Bor-Kai Jeremy Foo (* 7. März 2007) ist ein neuseeländischer Fußballspieler.

## Karriere
Nachdem er in seiner Jugend für Auckland City gespielt hatte, ging es für ihn im Sommer 2024 in der U23 des Manurewa AFC weiter, bei dem er auch Einsätze in der ersten Mannschaft bekam. Sein Ligadebüt hatte er am 3. Juli 2024 bei einer 2:3-Niederlage gegen seinen ehemaligen Jugendklub, als er zur 70. Minute für Emman Rahimi eingewechselt wurde. Anfang 2025 wechselte er zurück zu Auckland City. 